# Henri-Antoine de Gayon
Henri-Antoine de Gayon est un homme politique français né le 9 avril 1740 à Béziers (Hérault) et décédé à une date inconnue.
Maréchal de camp, il est député de la noblesse aux états généraux de 1789 pour le bailliage de Béziers. Il démissionne le 7 août 1789 pour raisons de santé.

## Sources
- « Henri-Antoine de Gayon », dans Adolphe Robert et Gaston Cougny, Dictionnaire des parlementaires français, Edgar Bourloton, 1889-1891 [détail de l’édition]